# 崔昭纬
崔昭緯（？—896年），字蕴曜，清河郡东武城县（今河北省衡水市故城县）人，出自清河崔氏定着六房之一的南祖崔氏乌水房。

## 簡介
崔昭緯是唐僖宗中和二年（882年）壬寅科狀元，考官是礼部侍郎夏侯潭。昭宗大順元年（890年）十二月官至户部侍郎，知誥制，同平章事。昭緯善鑽營，勾結宦官，外通藩鎮，謀殺杜讓能、李谿，大力薦舉同宗的崔胤為宰相。為昭宗所惡。乾宁二年（895年）十月罢相，為右仆射，再贬梧州（廣西省梧州市）司马，昭緯向朱全忠求救。隔年五月八日賜死，由宦官至荊南（江陵府）遇崔昭緯，於當地處死。崔胤得到朱全忠支持后，將揭發崔昭纬的徐彥若、王摶貶到偏遠地區為其報仇。

## 延伸阅读
[在维基数据编辑]
 《舊唐書·卷179》，出自刘昫《舊唐書》
 《新唐書·卷223下》，出自《新唐書》